# Multiple-image Network Graphics
Pour les articles homonymes, voir MNG.
Le Multiple-image Network Graphics (MNG) est un format d'images numériques animées ouvert.
Le format MNG est étroitement lié au format d'image PNG. Lorsque le développement de PNG a commencé au début de l'année 1995, il fut décidé de ne pas incorporer la gestion de l'animation, parce que cette possibilité du format GIF était en ce temps peu employée. Cependant, un autre format gérant l'animation fut rapidement développé, le format MNG, une extension du format PNG. La version 1.0 des spécifications de MNG sortit le 31 janvier 2001.

## Détails techniques
La structure des fichiers au format MNG est fondamentalement identique à celle des fichiers PNG, différant seulement dans la signature (8A 4D 4E 47 0D 0A 1A 0A en hexadécimal) et dans l'utilisation d'unités d'information discrètes fournissant une grande variété de dispositifs d'animation. Les images utilisées dans l'animation sont stockées dans le fichier MNG comme une encapsulation d'images au format PNG ou JNG. 
Deux versions de MNG de complexité réduite ont été également créées : MNG-LC (faible complexité) et MNG-VLC (complexité très faible). Celles-ci permettent à des applications d'inclure le support de MNG à un certain degré, sans devoir mettre toutes les spécifications de MNG. 
MNG ne dispose pas encore d'un type enregistré de support vidéo MIME, mais video/x-mng ou image/x-mng peut être utilisé.

## Support des navigateurs Web
Konqueror est le seul navigateur web à prendre en charge officiellement le format.[Quand ?]
Des plugins de MNG sont disponibles pour Opera et Internet Explorer. 
Mozilla, et par conséquent Netscape, ont retiré le support de MNG et du JNG (compression JPEG) depuis Firefox 1.5a et Navigator 7.1.
La réintégration semble compromise - en dépit des objections de la communauté (plus de 800 votes) depuis plus de sept ans. Un patch pour Mozilla nommé MNGZilla est maintenu par des développeurs tiers. Les développeurs de Mozilla ont déclaré préférer travailler sur le support du APNG.
Les développeurs de MNG espèrent que MNG commencera à terme à remplacer le GIF pour des images animées sur le Web, de la même façon que le format PNG a déjà commencé à le faire pour des images fixes.

### AniPNG
AniPNG est une version simplifiée de MNG développée par libpng. Elle permet l'utilisation de JNG (jpeg avec transparence), comme MNG, et de différents PNG pour l'animation, mais ne comporte plus les différents profils de MNG et moins de fonctionnalités.